# Ruth Dayán
Ruth Dayán  (en hebreo: רות דיין‎) (Haifa, 6 de marzo de 1917-Tel Aviv, 5 de febrero de 2021) fue una empresaria, activista y filántropa israelí que fue la fundadora de la casa de modas Maskit. También fue la primera esposa del Ministro de Relaciones Exteriores y General de Israel, Moshé Dayán. Activa en muchas causas sociales, Dayán recibió la Medalla de Distinción del Presidente de Israel, el Premio Solomon Bublick y el Premio Yigal Allon, en reconocimiento a sus esfuerzos de empoderamiento social.

## Biografía
Ruth Schwartz (más tarde Dayán) nació en Haifa durante el final del imperio otomano de la región, como la mayor de las dos hijas de Rachel (de soltera Klimkar) y Tzvi Schwartz. Sus padres eran inmigrantes judíos rusos que formaban parte de la Segunda Aliá. Cuando Schwartz tenía dos años, la familia se mudó a Inglaterra, donde sus padres completaron su educación. La familia regresó a Israel cuando ella tenía 8 años. En ese momento, su madre, Rachel Schwartz, fue la primera mujer en Israel en obtener una licencia de conducir.
Se mudó a Nahalal cuando tenía 18 años y conoció a su futuro esposo, el líder militar y político israelí, Moshé Dayán. La pareja se casó en 1935 y permaneció casada durante 36 años hasta su divorcio en 1971. Durante este tiempo, la pareja vivió en Nahalal y luego en Tzahala. Los primeros años de la pareja fueron difíciles debido a que las condiciones en el Moshav eran primitivas y su esposo estaba activo en la Haganá, donde fue arrestado y estuvo en una prisión británica durante más de un año.
La pareja tuvo tres hijos: Yael Dayán, exmiembro de la Knesset y vicealcalde de Tel Aviv; Ehud (Udi) Dayán, un escritor, que murió en 2017; y Asaf "Assi" Dayán, actor y cineasta que murió en 2014. La hermana de Dayán, Reuma, estaba casada con Ezer Weizman, el general de la fuerza aérea israelí, ministro de Defensa y séptimo presidente de Israel. Dayán colaboró en la historia de su vida con el biógrafo Anthony David en un libro que fue publicado como Las vidas notables de la israelí Ruth Dayán y la palestina Raymonda Tawil y su misión de paz de cuarenta años (2015).Anteriormente, había creado sensación con su libro revelador ¿O soñé el sueño? La historia de Ruth Dayán, coautora con la periodista Helga Dudman en 1973, que se convirtió en un éxito de ventas. Entre otras cosas, Dayán dijo que su esposo "tenía tan mal gusto con las mujeres".  Dayán murió el 5 de febrero de 2021 en su casa de Tel Aviv. Ella tenía 103 años de edad.

## Carrera empresarial
En 1954, Dayán fundó Maskit, una casa de moda y artes decorativas que le brindó una forma de crear empleos para nuevos inmigrantes y preservar la artesanía y la cultura étnica judía de las diversas comunidades que viven en Israel. En 1955, Dayán conoció al diseñador de moda Finy Leitersdorf, quien diseñó ropa y accesorios para Maskit durante 15 años. Los dos colaboraron en una exhibición conjunta de diseños Maskit en el Museo Dizengoff (hoy Museo de Tel Aviv). Maskit pasó a tener 10 tiendas en Israel y una en Nueva York y apoyó a más de 2000 familias. Sus productos se vendían en tiendas departamentales en los Estados Unidos, y sus modas se usaban en galas y eventos para recaudar fondos para Israel Bonds.
Maskit dejó de operar en 1994. Sin embargo, algunos de los diseños de Maskit fueron recogidos por la diseñadora Sharon Tal, cuando Dayán colaboró con ella cuando Tal regresó de Londres después de haber trabajado para el diseñador británico Alexander McQueen.

## Activismo social
Dayán fue un defensor de las relaciones pacíficas entre Israel y Palestina. Fundó un grupo social judío-árabe, Brit Bnei Shem (Ibnaa Sam). Trabajó en nombre de los nuevos inmigrantes, los derechos de los beduinos y las causas de las mujeres. Fue amiga de toda la vida del poeta y nacionalista palestino Raymonda Tawil, madre de Suha Arafat, quien en 1990 se convirtió en esposa del líder de la OLP, Yasser Arafat. En 1978, Dayán y Tawil plantaron un bosque de paz en Neve Shalom, Israel. También fue miembro de iniciativas de caridad, incluida la fundación de Variety Israel, que apoyó a niños abandonados y niños con discapacidades.